# Rasanbleman pou Diyite Ayiti
Pour les articles homonymes, voir Radi.
Rasanbleman pou Diyite Ayiti (RADI) est un groupement citoyen composé d’artistes, d’écrivains, de chercheurs et de membres de diverses professions libérales en vue de lutter contre l’inégalité sociale en Haïti. Le mot "Radi" qui forme l' acronyme signifie en créole haïtien "impertinence"

## Organisation
L’association s’engage dans la lutte pour une politique équitable au sein de la société. Sans viser la prise du pouvoir, elle appuie des structures politiques capables de mettre en place des politiques publiques progressistes, elle s’engage aussi dans des actions de terrain, de vulgarisation, de formation, de discussions.
Parmi ses membres on peut citer : Handgod Abraham, Michel Acacia, Pierre Buteau, Magali Comeau-Denis, Christophe Denis, Emmanuela Douyon, Antoinette Duclaire, Jetry Dumont, Edy Jean-Claude, Odilet Lespérance, Nadève Ménard, Jerry Michel, Kesner Pharel, Lyonel Trouillot, Maïté Trouillot, Evelyne Trouillot.

## Historique
Le jeudi 2 mai 2019, quelques membres de la coordination ont présenté une conférence de presse en vue de présenter sa ligne, ses objectifs. Antoinette Duclaire, l'une des membres de l'Association a été assassinée par des inconnus armés à Christ-Roi dans la nuit du 29 au 30 juin.